# تمپلکومب
تمپلکومب (به انگلیسی: Templecombe) یک روستا در بریتانیا است که در Abbas and Templecombe واقع شده‌است. تمپلکومب ۱٬۵۶۰ نفر جمعیت دارد.